# Maarten Hennis
Maarten Hennis (Amsterdam, 2 december 1967) is een Nederlandse cabaretier. Samen met Arend Edel en Erik Jobben (tot 2012) vormde hij de cabaretgroep Niet Schieten!

## Carrière
Hennis ontmoette Jobben en Edel bij de basketbalvereniging, wat uiteindelijk leidde tot een vriendschap en in 1991 tot de oprichting van cabaretgroep Niet Schieten!. Met dit trio won Hennis in 1994 het Cameretten met zowel de jury- als de publieksprijs.

### Theater
Met Niet Schieten! heeft Hennis al een flink aantal avondvullende programma's op zijn naam gezet. Daarnaast speelde hij in kleine producties gastrollen in theater. Verder is hij regelmatig te zien als presentator bij bedrijfsevenementen e.d.

### Televisie
Zijn televisiecarrière heeft nooit echt een vlucht genomen, voornamelijk omdat hij zijn pijlen op theater richt. In 1996 had Hennis met Niet Schieten! een eigen programma op RTL 5. Verder heeft hij een aantal kleine en grote gastrollen gehad in onder andere "Samen", "Man en Paard" en "Rozengeur & Wodka Lime" en heeft hij in verschillende commercials gespeeld.

### Overzicht avondvullende programma's
- Natongen in de Foyer
- Natte Narren
- Een vlucht Regendruppels
- Taboe
- Navelstaren
- Petrov
- Noodlot
- Kwaad Bloed
- Petrov (in de herhaling)
- Tien - een compilatie van leuke fragmenten uit 10 jaar Niet Schieten!
- Zieke Geesten
- Loverboys
- Nymfomannen
- Mannen zijn Zeikwijven
- 'Vrouwen willen maar een ding'
- Kusje erop
- Tijd voor een Trio (met Esmée van Kampen)
- 25 jaar lust en leed
- Mannen van niks
- Het hoogtepunt

## Persoonlijk leven
Maarten Hennis is getrouwd en vader van een dochter. Hij is de zwager van de voormalig minister van Defensie Jeanine Hennis-Plasschaert.